# Протея артишоковая
Протея артишоковая, или протея артишоковидная (лат. Protea cynaroides), — вид цветковых растений рода Протея. Выделяется самым большим «цветком» среди рода протей. Этот вид также известен под названием протея гигантская, протея царская, протея королевская, медовый горшок или королевский сахарный куст. Вид широко распространен в юго-западной и южной частях ЮАР в регионах финбоса.
В 1975 году протея артишоковая стала национальным цветком Южно-Африканской Республики, изображение протеи украшает герб ЮАР.

## Описание
Протея артишоковая — древесный кустарник с толстыми стеблями и большими темно-зелеными глянцевыми листьями. Листья могут быть круглыми или продолговато-овальными. Большинство растений имеют высоту 1 метр, когда они созревают, но могут варьироваться в зависимости от местности и места обитания от 0,35 до 2 метров в высоту. «Цветы» протеи на самом деле представляют собой композитные цветочные головки (называемые соцветием) со скоплением цветков в центре, окруженной большими красочными прицветниками, диаметром от 12 до 30 см. Большие, энергичные растения производят от шести до десяти цветковых головок за один сезон, хотя некоторые исключительные растения могут производить до сорока цветочных головок на одном растении. Цвет прицветников варьируется от кремово-белого до глубокого малинового, но самые ценные мягкие бледно-розовые прицветники с серебристым блеском.

## Экология
Протея артишоковая произрастает в суровом климате с засушливым жарким летом и дождливой холодной зимой. Выжить в таких условиях помогают жесткие, кожистые листья, которые помогают предотвратить чрезмерную потерю влаги и большая стержневая корневая система, которая проникает глубоко в почву, чтобы достичь подземной влаги. Как и большинство других протей, протея артишоковая имеет протеоидные корни, корни с плотными скоплениями коротких боковых корешков, которые образуют мат в почве чуть ниже листового подстилки. Это усиливает солюбилизацию питательных веществ, что позволяет поглощать питательные вещества в низкопитательных, дефицитных фосфором почвах финбоса.
Цветки являются источником питания для нектароядных птиц, в основном, для птиц семейства нектарницевые и сахарных медососов, в том числе фиолетовоспинной нектарницы (Anthobaphes violacea), Cinnyris chalybeus, малахитовой нектарницы (Nectarinia famosa) и капского сахарного медососа. Чтобы достичь нектара, птица должна погрузить свой клюв в соцветие. При этом клюв обмазывается пыльцой, тем самым происходит опыление.

## Галерея
- Западно-Капская провинция
- Западно-Капская провинция
- Столовая гора
- Столовая гора